# 圣米格尔县 (佛得角)
聖米格爾縣（葡萄牙語：São Miguel）是西非島國佛得角的22個縣之一，位於背風群島的聖地亞哥島，首府設於卡列塔德圣米格尔，面積91平方公里，主要經濟活動有農業、漁業和旅遊業，2010年人口17,602。